# Перузинская война
Перузи́нская (Перузи́йская) война́ (осень 41 — весна 40 до н. э.) — гражданская война в Древнем Риме между триумвиром Октавианом и сторонниками триумвира Марка Антония, его братом Луцием Антонием и женой Фульвией.
Причинами восстания явилось недовольство италиков Октавианом, конфисковавшим у них земли для своих ветеранов. В то же время Октавиан потребовал развода с Клодией Пульхрой, дочерью Фульвии и её первого мужа Публия Клодия Пульхра. Сторонники Луция Антония подняли восемь легионов в Италии, восставших поддержало большинство сената, однако выступление было рискованным шагом, так как армия зависела от Октавиана, получая выплаты от него. Армия Луция Антония какое-то время владела Римом, но затем вынуждена была отступить к Перузии, в которой была осаждена войсками Октавиана зимой 41—40 годов до н. э. В городе начался голод и восставшим пришлось сдаться. Октавиан пощадил жизни Луция и Фульвии благодаря их родству с Марком Антонием, хотя Луция он отправил управлять испанской провинцией, а Фульвию изгнал в пелопонесский город Сикион, где она умерла в том же году. По приказу Октавиана его войска разграбили и сожгли Перузию, в назидание всем, кто пожелал бы противостоять ему в будущем; также в годовщину убийства Юлия Цезаря, 15 марта, были казнены 300 римских сенаторов и всадников, поддержавших Луция. Затем триумвиры заключили перемирие, и Марк Антоний женился на сестре Октавиана, Октавии Младшей.